# Úrvalsdeild kvenna 2019
La Úrvalsdeild kvenna 2019, indicata ufficialmente Pepsi Max deild kvenna 2019 per ragioni di sponsorizzazione, è stata la 48ª edizione della massima divisione del campionato islandese femminile di calcio.
Il campionato è stato vinto dal Valur per l'undicesima volta nella sua storia sportiva, totalizzando 50 punti, frutto di 16 vittorie e 2 sconfitte, e precedendo di 2 punti le campionesse in carica del Breiðablik.

## Stagione

### Novità
Dalla Úrvalsdeild kvenna 2018 erano stati retrocessi il FH Hafnarfjarðar e il Grindavík, mentre dalla 1. deild kvenna erano stati promossi il Fylkir e il Keflavík.

### Formula
Le dieci squadre partecipanti si sono affrontate in un girone all'italiana con partite di andata e ritorno per un totale di 18 giornate. La prima classificata è campione d'Islanda ed è ammessa alla UEFA Women's Champions League 2020-2021. Le ultime due classificate sono retrocesse in 1. deild kvenna.

## Squadre partecipanti
| Club             | Città               | Stadio               | Stagione precedente         |
| ---------------- | ------------------- | -------------------- | --------------------------- |
| Breiðablik       | Kópavogur           | Kópavogsvöllur       | Campione d'Islanda          |
| Fylkir           | Reykjavík           | Fylkisvöllur         | 1º posto in 1. deild kvenna |
| HK/Víkingur      | Kópavogur/Reykjavík | Kórinn/Víkingsvöllur | 7º posto in Úrvalsdeild     |
| ÍBV Vestmannæyja | Vestmannaeyjar      | Hásteinsvöllur       | 5º posto in Úrvalsdeild     |
| Keflavík         | Keflavík            | Nettóvöllurinn       | 2º posto in 1. deild kvenna |
| KR Reykjavík     | Reykjavík           | KR-völlur            | 8º posto in Úrvalsdeild     |
| Selfoss          | Selfoss             | Selfossvöllur        | 6º posto in Úrvalsdeild     |
| Stjarnan         | Garðabær            | Stjörnuvöllur        | 3º posto in Úrvalsdeild     |
| Þór/KA           | Akureyri            | Thórsvöllur          | 2º posto in Úrvalsdeild     |
| Valur            | Reykjavík           | Vodafonevöllurin     | 4º posto in Úrvalsdeild     |

## Classifica finale
Fonte: sito ufficiale.
|                    | Pos. | Squadra          | Pt | G  | V  | N | P  | GF | GS | DR  |
| ------------------ | ---- | ---------------- | -- | -- | -- | - | -- | -- | -- | --- |
| Islanda (bandiera) | 1.   | Valur            | 50 | 18 | 16 | 2 | 0  | 65 | 12 | +53 |
|                    | 2.   | Breiðablik       | 48 | 18 | 15 | 3 | 0  | 54 | 15 | +39 |
|                    | 3.   | Selfoss          | 34 | 18 | 11 | 1 | 6  | 24 | 17 | +7  |
|                    | 4.   | Þór/KA           | 28 | 18 | 8  | 4 | 6  | 29 | 27 | +2  |
|                    | 5.   | Stjarnan         | 23 | 18 | 7  | 2 | 9  | 21 | 32 | -11 |
|                    | 6.   | Fylkir           | 22 | 18 | 7  | 1 | 10 | 22 | 39 | -17 |
|                    | 7.   | KR Reykjavík     | 19 | 18 | 6  | 1 | 11 | 24 | 35 | -11 |
|                    | 8.   | ÍBV Vestmannæyja | 18 | 18 | 6  | 0 | 12 | 29 | 44 | -15 |
|                    | 9.   | Keflavík         | 13 | 18 | 4  | 1 | 13 | 30 | 41 | -11 |
|                    | 10.  | HK/Víkingur      | 7  | 18 | 2  | 1 | 15 | 12 | 48 | -36 |

Legenda:
      Campione d'Islanda e ammesso in UEFA Women's Champions League 2020-2021.
      Retrocesso in 1. deild kvenna.
Note:
Tre punti a vittoria, uno a pareggio, zero a sconfitta.
A parità di punti:
- Squadre classificate con la differenza reti;
- Maggior numero di gol realizzati;
- Punti negli scontri diretti;
- Differenza reti negli scontri diretti;
- Maggior numero di gol realizzati in trasferta negli scontri diretti.

## Risultati

### Tabellone
|                  | Bre  | Fyl  | HKV  | ÍBV  | Kef  | KR   | Sel  | Stj  | TKA  | Val  |
| ---------------- | ---- | ---- | ---- | ---- | ---- | ---- | ---- | ---- | ---- | ---- |
| Breiðablik       | –––– | 5-0  | 2-0  | 9-2  | 5-2  | 4-2  | 2-1  | 2-0  | 0-0  | 1-1  |
| Fylkir           | 1-5  | –––– | 1-2  | 3-2  | 2-1  | 2-1  | 1-1  | 3-1  | 3-0  | 1-5  |
| HK/Víkingur      | 0-1  | 0-2  | –––– | 1-3  | 1-1  | 1-0  | 0-1  | 2-5  | 0-1  | 0-4  |
| ÍBV Vestmannæyja | 0-2  | 2-0  | 3-1  | –––– | 3-2  | 2-4  | 0-1  | 5-0  | 1-3  | 1-3  |
| Keflavík         | 0-3  | 2-0  | 4-1  | 0-2  | –––– | 1-2  | 0-2  | 5-0  | 1-2  | 1-5  |
| KR Reykjavík     | 1-2  | 0-2  | 4-2  | 2-1  | 0-4  | –––– | 0-2  | 1-0  | 4-0  | 0-3  |
| Selfoss          | 1-4  | 1-0  | 2-0  | 2-0  | 3-2  | 1-0  | –––– | 3-0  | 0-1  | 0-1  |
| Stjarnan         | 0-1  | 3-1  | 1-0  | 2-1  | 4-1  | 3-1  | 1-0  | –––– | 0-0  | 1-5  |
| Þór/KA           | 1-4  | 2-0  | 6-0  | 5-1  | 3-1  | 2-2  | 1-2  | 0-0  | –––– | 0-3  |
| Valur            | 2-2  | 6-0  | 7-0  | 4-0  | 3-2  | 3-0  | 4-1  | 1-0  | 5-2  | –––– |

## Statistiche

### Classifica marcatrici
Statistiche tratte dal sito ufficiale ksi.is e soccerway.com
| Gol |  |  | Giocatore                     | Squadra          |
| --- |  |  | ----------------------------- | ---------------- |
| 16  |  |  | Berglind Björg Þorvaldsdóttir | Breiðablik       |
| 16  |  |  | Hlín Eiríksdóttir             | Valur            |
| 16  |  |  | Elín Metta Jensen             | Valur            |
| 15  |  |  | Margrét Lára Viðarsdóttir     | Valur            |
| 12  |  |  | Agla María Albertsdóttir      | Breiðablik       |
| 11  |  |  | Sophie Groff                  | Keflavík         |
| 11  |  |  | Alexandra Jóhannsdóttir       | Breiðablik       |
| 11  |  |  | Cloé Lacasse                  | ÍBV Vestmannæyja |
| 11  |  |  | Stephany Mayor                | Þór/KA           |